# Школа чарівних тварин
«Школа чарівних тварин» — серія фантастичних книг німецької письменниці Маргіт Ауер, героями якої є діти — учні звичайної школи, а також чарівні тварини, навколо яких і відбуваються головні події. Українською мовою перекладено Катериною Бучиною. Ілюстратор Ніна Дуллек. Видане видавництвом Ранок у 2017 році

## Сюжет
Цикл повістей складається з чотирьох частин (томів), які можна читати як окремо, так і як загальний цикл).
Кожен з цих томів має власний сюжет, пов'язаний з попереднім за допомогою основних персонажів. Головними героями книги є учні з німецької школи ;— Вінтерштайн. До школи приходить нова вчителька міс Корнфілд, а разом із нею чудові зміни в житті деяких учнів. Головним постачальником чарівних тварин є містер Мортимер Моррісон, який звозить їх з різних куточків планети. Ці персонаж об'єднують сюжет повістей

## Розділи

### Том 1: Школа чарівних тварин
До школи Вінтерштайн приходить Іда, вона новенька в класі. У своїй попередній школі вона була першою, а тут зразу ж наразилася на насмішки нових однокласників. Директор представив класу, в якому навчалося 24 учні — по 12 хлопців і дівчат, нову вчительку міс Кронфілд. Вона захотіла змінити клас, тому запросила до себе на урок містера Мортимера Моррісона. Учні склали клятву, що збережуть таємницю чарівних тварин. Першими отримали тварин Іда — лиса Раббата, та спокійний замріяний Бенні — черепаху Генрієтту. Чарівні тварини стали найкращими друзями своїм господарям. У чарівних тварин була особливість: їх розуміли лише їхні господарі, які могли з ним розмовляти. Для інших людей вони були звичайним іграшками.

### Том 2: Школа чарівних тварин. Самісінькі ями!
Йо найкращий спортсмен, улюбленець дівчат. Однак іноді може самостверджуватися  за рахунок інших. Отримує чарівну тварину – чарівного пінгвіна, чепуруна Юрія
Шокі з богемної родини. Його дідусь – актор у минулому, який намагається само реалізуватися з а рахунок онука.  Отримує чарівну тварину  - китицевухого кабанчика кабанчика Пепероні. У шкільному саду з’являються дивні ями. Викриття злочинців шокує клас.
Анна-Лєна  - відповідальна дівчинка з багатодітної родини, несподівано для себе відкриває талант перевтілення.  У цьому їй допомогла чарівна тварина – хамелеон Каспар

### Том 3: Школа чарівних тварин. Світло згасло!
Хлопчика Едді, батьки в якого художники, всі вважають недоумкуватим: він часто запізнюється, губить власні речі… Та після того, як отримав свою чарівну тваринку, кажана Євгенію, його життя змінилося.
Єдиною дитиною, хто скептично ставився до містера Моррісона та його чарівних тварин, була красуня Гелена. Саме вона й отримала свою чарівну тварину – розпещеного і самолюбивого кота  Караяна

### Том 4: Школа чарівних тварин. Повний відпад!
Том  4
Сілас має захоплення – динозаврів. Та одного разу вчителька впіймала його негативному вчинку – вимаганні грошей.  Він отримує крокодила Ріка, такого ж неслухняного та зухвалого, які він сам.
Фінья – домашня, непристосована до життя в колективі,  дівчинка.  Під час подорожі з класом вона відчуває себе дуже нещасною. Єдине, що допомагає пережити труднощі розлуки з рідними, це чарівна тварина коала Сідні